# Emil Mollenhauer
Emil Mollenhauer   (Brooklyn, 4 d'agost de 1855 - 10 de desembre de 1927) va ser un músic estatunidenc, un violinista i director d'orquestra.
Era fill d'un violinista alemany, i ocupà la plaça de violinista en diverses orquestres: des de 1884 a 1888 que fou nomenat director de l'orquestra Germània, i el 1899 s'encarregà de la direcció de la Handel and Haydn Society de Boston. I junt amb George W. Stewart i Richard Krueger van fundar el grup Boston Festival Orchestra.
Va escriure les òperes The Corsican Bride (1861), Breakers (1881) i The Market Ball.